# Renato Hyshmeri
Renato Hyshmeri (ur. 4 marca 1989 w Elbasanie) – albański piłkarz grający na pozycji lewego pomocnika w klubie KF Elbasani. Były reprezentant młodzieżowej reprezentacji Albanii U-19.

## Kariera piłkarska

### Kariera klubowa
Hyshmeri jest wychowankiem klubu KF Elbasani, w którym rozpoczął karierę piłkarską. Później przeszedł do Teuty Durrës. W 2013 roku został piłkarzem Partizani Tirana, zaliczył w nim 25 meczów ligowych i 4 bramki, a jego drużyna zajęła 5.miejsce w ligowej tabeli. W 2014 odszedł do KF Tirana, podpisując z klubem roczny kontrakt. Latem 2015 roku przeszedł do Bylisu Ballsh. Do 2017 grał w tym klubie, potem powrócił do KS Elbasani. Rok później wyjechał poza Albanię, tak jak Orgest Gava, przechodząc do KF Trepça’89 Mitrowica. Po pobycie w klubie z Mitrowicy podpisał kontrakt z KF Dukagjini Klina, jednak szybko odszedł z klubu i po raz kolejny został zawodnikiem KS Elbasani.
| Sezon   | Klub                   | Kraj    | Rozgrywki           | Mecze | Gole |
| ------- | ---------------------- | ------- | ------------------- | ----- | ---- |
| 2006/07 | KF Elbasani            | Albania | Kategoria Superiore | 4     | 1    |
| 2007/08 | KF Elbasani            | Albania | Kategoria Superiore | 8     | 0    |
| 2008/09 | KF Elbasani            | Albania | Kategoria Superiore | 28    | 3    |
| 2009/10 | KF Elbasani            | Albania | Kategoria e Parë    | 13    | 3    |
| 2010/11 | KF Elbasani            | Albania | Kategoria Superiore | 28    | 0    |
| 2011/12 | Teuta Durrës           | Albania | Kategoria Superiore | 23    | 3    |
| 2012/13 | Teuta Durrës           | Albania | Kategoria Superiore | 21    | 1    |
| 2013/14 | Teuta Durrës           | Albania | Kategoria Superiore | 0     | 0    |
| 2013/14 | Partizani Tirana       | Albania | Kategoria Superiore | 26    | 4    |
| 2014/15 | KF Tirana              | Albania | Kategoria Superiore | 22    | 2    |
| 2015/16 | Bylis Ballsh           | Albania | Kategoria Superiore | 28    | 1    |
| 2016/17 | Bylis Ballsh           | Albania | Kategoria e Parë    | 23    | 5    |
| 2017/18 | KF Elbasani            | Albania | Kategoria e Dytë    | 19    | 0    |
| 2018/19 | KF Trepça’89 Mitrowica | Kosowo  | Superliga e Kosovës | 23    | 3    |
| 2019/20 | KF Dukagjini Klina     | Kosowo  | Superliga e Kosovës | 0     | 0    |
| 2019/20 | KF Elbasani            | Albania | Kategoria e Parë    | 8     | 1    |

### Kariera reprezentacyjna
W latach 2007–2009 grał w reprezentacji Albanii U-19.